# David Hacker
David John Hacker (25 marzo 1964) è un hockeista su prato inglese che ha partecipato ai Giochi della XXVII Olimpiade.